# El Espinar
El Espinar – gmina w Hiszpanii, w prowincji Segowia, w Kastylii i León, o powierzchni 205,1 km². W 2011 roku gmina liczyła 9711 mieszkańców.